# Фильштинский, Исаак Моисеевич
Исаа́к Моисе́евич Фильшти́нский (7 октября 1918, Харьков, Украинская Народная Республика — 18 октября 2013, Москва, Россия) — советский и российский историк-востоковед, арабист, литературовед, филолог. Доктор исторических наук, профессор. Один из авторов «Советской исторической энциклопедии» и «Истории всемирной литературы».
В годы Великой Отечественной войны изучал китайский, а затем арабский языки в Военном институте иностранных языков. Защитил кандидатскую диссертацию, посвящённую Египетскому эялету. В 1949 году был репрессирован, однако после реабилитирован. Работал в Институте востоковедения АН СССР, участвовал в диссидентском движении. В 1993 защитил докторскую диссертацию, работая при этом в Институте стран Азии и Африки МГУ. Автор работ, посвящённых арабской культуре, литературе и истории, а также переводов арабских произведений, включая «Тысячу и одну ночь».

## Биография

### Ранние годы
Родился 7 октября 1918 года в Харькове, который тогда был частью независимой Украинской Народной Республики, в семье инженера еврейского происхождения Моисея Исааковича Фильштинского. Спустя два года после рождения сына семья переехала в Москву. В детстве любил читать сочинения немецкого антиковеда Теодора Моммзена. Первоначально окончил специальную среднюю школу с углублённым изучением немецкого языка, а в 1941 году — отделение археологии исторического факультета Московского института философии, литературы и истории, где подружился с П. Д. Коганом, Д. С. Самойловым, Е. М. Мелетинским, Г. С. Померанцем, Л. Л. Лунгиной.

### Обучение и тюремный срок. Диссидентство
Во время Великой Отечественной войны Фильштинский не попал на фронт и был направлен на специальные курсы военной подготовки, откуда его, как полиглота, направили на изучение китайского языка в Военный институт иностранных языков, где спустя две недели был переведён на арабское отделение, которое окончил в 1946 году, пройдя обучение у арабиста Х. К. Баранова. После этого Исаак окончил аспирантуру и защитил диссертацию на соискание учёной степени кандидата исторических наук о Египте времён экспедиции Наполеона Бонапарта, которую позднее профессор Института стран Азии и Африки МГУ Ф. М. Ацамба назвала научным подвигом и «ремеслом историка, доведённым до степени искусства». Приложением к диссертации стал перевод труднейшей хроники Абдуррахмана аль-Джабарти «Удивительная история прошлого в жизнеописаниях и хронике событий», который стал классикой университетской арабистики.
В 1949 году, будучи преподавателем Военного института иностранных языков, стал жертвой массовых репрессий: был арестован и осуждён на десять лет лагерей по статье 58.10 УК РСФСР с пересмотром позже на 59.7 УК РСФСР («разжигание национальной вражды»). Отбывал срок в Каргопольлаге в Архангельской области вместе с фольклористом Е. М. Мелетинским и философом Г. С. Померанцем, которые стали его близкими друзьями. В 1955 году освобожден по амнистии, в 1957 году реабилитирован. Между освобождением и реабилитацией работал в Библиотеке иностранной литературы. В 1958—1978 — сотрудник Института востоковедения АН СССР.
Был непосредственным участником диссидентского движения. Устраивал квартирники Галича, где проводились первые публичные чтения лагерных произведений А. И. Солженицына. Кроме того занимался самиздатом этих произведений. Дома у Фильштинского гостили Ю. М. Лотман, Ю. А. Левада, А. Я. Гуревич, В. В. Ерофеев, А. А. Амальрик, И. А. Бродский.

### Научная деятельность
В 1960-х годах Фильштинский принимал участие в написании «Советской исторической энциклопедии», написав, в частности, статью об аль-Джабарти. В 1968 году в защиту Гинзбурга вместе со своей супругой Анной Соломоновной (Рапопорт) написал письмо А. Н. Косыгину. В 1968 году отстранён от преподавательской работы в Институте стран Азии и Африки при Московском государственном университете (ИСАА МГУ). Фильштинского до своего ухода с поста от осуждения защищал директор Института востоковедения Б. Г. Гафуров. В 1978 году после обыска на квартире с изъятием самиздатской литературы уволен из Института востоковедения новым директором Е. М. Примаковым. Потом Фильштинский написал про это время: «Под мельканье пропащих лет, в ожиданье всё новых бед, я тянул свой пустой билет, с той поры, как увидел свет».
В 1980-х годах Фильштинский принимал участие в написании фундаментального 8-томного труда «История всемирной литературы», написав, в частности, главу о «Тысяче и одной ночи». В дальнейшем, ещё находясь в опале, получил заказ от издательства «Наука» на написание истории средневековой арабской литературы, что нашло своё отражение двухтомнике «История арабской литературы V—X вв.» и «История арабской литературы X—XVIII вв.» — opus magnum Фильштинского, который к моменту его смерти так и не заимел себе равных по охвату материала. С 1992 года, после распада СССР, Исаак снова стал преподавать в ИСАА при МГУ имени М. В. Ломоносова, читая лекции по арабской литературе и суфизму.
В 1993 году в ИСАА Фильштинский защитил диссертацию в виде научного доклада на соискание учёной степени доктора исторических наук по теме «Социокультурная функция словесного искусства в средневековом арабо-мусульманском обществе» (специальность 07.00.03 — «всеобщая история»). Официальные оппоненты — доктор философских наук, профессор Е. В. Завадская (Виноградова), доктор исторических наук И. М. Смилянская, доктор исторических наук, профессор Л. А. Фридман. Ведущее учреждение — Институт всеобщей истории РАН. В 2008 году удостоен фестшрифта.
Среди учеников И. М. Фильштинского — А. Б. Куделин, В. В. Наумкин, И. М. Смилянская, Д. В. Микульский, В. А. Кузнецов.
Умер в Москве 18 октября 2013 года

## Работы

### Монографии
- Фильштинский И. М.; Шидфар Б. Я. Очерк арабо-мусульманской культуры VII—XII вв. — М.: Издательство Академии наук СССР, 1971. — 258 с.
- Арабская средневековая культура и литература / составитель И. М. Фильштинский. Под ред. Д. В. Фролова. — М.: Наука, 1978. — 214 с.
- История арабской литературы. В 2-х книгах. 1-е изд. — М.: ГРВЛ, 1985—1991; 2-е изд. — М.: URSS, 2010.
  - Фильштинский И. М. История арабской литературы V — начала X вв. / под ред. Б. Я. Шидфар. — М.: Главная редакция восточной литературы издательства «Наука», 1985. — 528 с. — (История литератур Востока).
  - Фильштинский И. М. История арабской литературы X—XVIII вв. — М.: Главная редакция восточной литературы издательства «Наука», 1991. — 400 с. — (История литератур Востока).
- Фильштинский И. М. Халифат под властью династии Омейядов (661—750). — М.: Северо-принт, 2005. — 232 с. — 1000 экз. — ISBN 5-900939-33-2.
- Фильштинский И. М. История арабов и халифата (750—1517). — 3-е, доп. и испр. — М.; СПб.: АСТ; Восток-Запад, 2006. — 352 с. — (Историческая библиотека). — 1500 экз. — ISBN 5-17-039553-1. — ISBN 5-478-00444-8.
- Фильштинский И. М. Арабы и Халифат / под ред. М. Кузьмина. — М.: Ломоносовъ, 2022. — 240 с. — (История. География. Этнография). — 1500 экз. — ISBN 978-5-91678-746-7.

Составитель, автор вступительных статей и примечаний к книгам знаменитой серии «Избранные сказки, рассказы и повести из „Тысячи и одной ночи“» (изд-во «Правда», М., 1986), в сборник входят:
- «Халиф на час»
- «Синдбад-мореход»
- «Царевич Камар аз-Заман и царевна Будур»
- «Маруф-башмачник»

### Переводы
- аль-Джабарти. Удивительная история прошлого в жизнеописаниях и хронике событий : в 3 т. / перевод, редакция и примечания И. М. Фильштинский. — М. : Главная редакция восточной литературы издательства «Наука», 1962.
- Ал-Джабарти Абд ар-Рахман. Египет в период экспедиции Бонапарта (1798—1801) / пер. предисл. и прим. И. М. Фильштинский. — М.: Наука. Главная редакция восточной литературы, 1962. — 533 с.
- аль-Асмаи. Жизнь и подвиги Антары (Сират Антар) / перевод и редакция И. М. Фильштинский и Б. Я. Шидфар. Вступительная статья И. М. Фильштинский. — М.: Главная редакция восточной литературы издательства «Наука», 1968. — 456 с.
- Жизнеописание Сайфа сына царя Зу Язана (Сират Сайф ибн Зу Язан)[англ.] / перевод и редакция И. М. Фильштинский и Б. Я. Шидфар. — М.: Главная редакция восточной литературы издательства «Наука», 1975. — 610 с.
- Ат-Танухи. Занимательные истории и примечательные события из рассказов собеседников / перевод и редакция И. М. Фильштинский. — М.: Главная редакция восточной литературы издательства «Наука», 1985. — 304 с.

### Мемуары
- Фильштинский И. М. Мы шагаем под конвоем. Рассказы из лагерной жизни. — 2-е изд. — М.: Христианское издательство, 1997. — 338 с. 1-е изд. — 1994; 3-е изд. — 2005.